# 카나가산

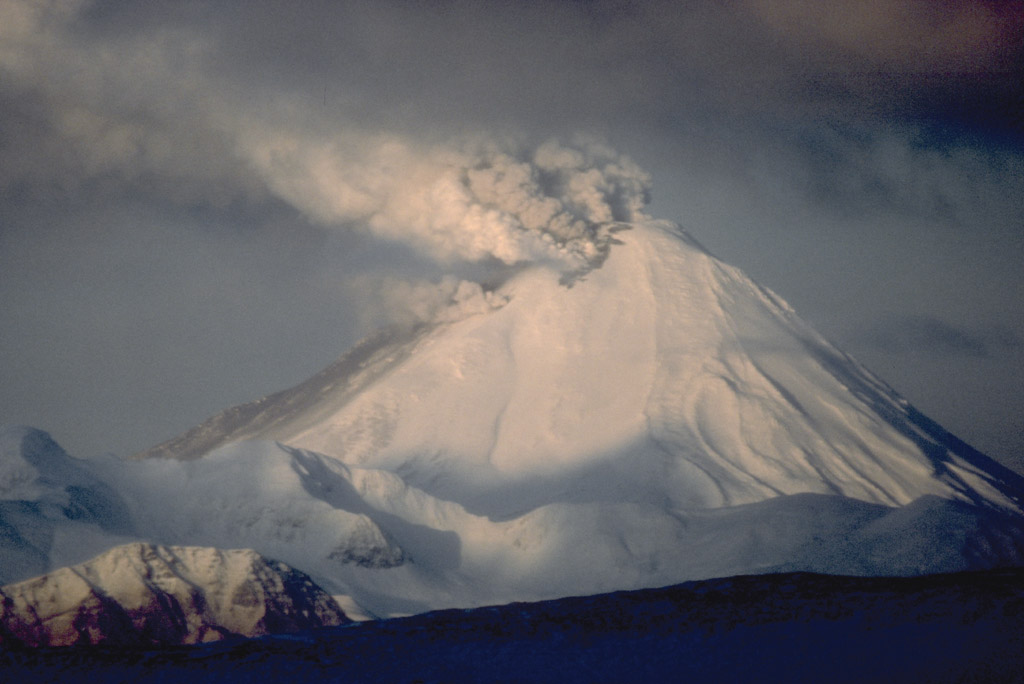

카나가산(Kanaga)은 미국 알래스카주의 알류산 열도에 있는 성층 화산으로, 지금도 활동 중이다.